# Lybius torquatus
El barbudo acollarado (Lybius torquatus) es una especie de ave piciforme de la familia Lybiidae que vive en el África subsahariana.

## Distribución
Se encuentra en Angola, Botsuana, Burundi, Kenia, Lesoto, Malaui, Mozambique, Namibia, República Democrática del Congo, Ruanda, Sudáfrica, Suazilandia, Tanzania, Uganda, Zambia y Zimbabue.